# پروژه لقمان
کلاس خلیج فارس یا پروژه لقمان یک کلاس ناوشکن است که قبلاً یک کشتی آموزشی بوده. ولی الان دو کشتی یکی  آموزشی دومی تمام رزمی است  این ناوشکن از نظر اندازه و تسلیحات اولین ناوشکن واقعی ساخته شده توسط ایران است.